# Michał Juroszek (1864–1910)
Michał Juroszek (ur. 29 sierpnia 1864 w Istebnej, zm. 1910) – polski poeta ludowy. Chłop ze Śląska Cieszyńskiego, który jako poeta i pieśniarz cieszył się sporą popularnością na przełomie XIX i XX wieku. Wierszy swoich nie spisywał, tylko improwizował. Jedyny publikowany wiersz Juroszka (Instebniajski dziyweczki) ukazał się w 1962 roku w Kalendarzu Beskidzkim.